# 史蒂夫·史密斯 (田径运动员)
史蒂夫·史密斯（英語：Steve Smith，1973年3月29日—），英国男子田径运动员。他曾代表英国参加1992年和1996年夏季奥林匹克运动会田径比赛，其中1996年奥运会获得一枚铜牌。